# Saxifraga luizetiana
Saxifraga luizetiana är en stenbräckeväxtart som beskrevs av Emberger och Maire. Saxifraga luizetiana ingår i Bräckesläktet som ingår i familjen stenbräckeväxter. Inga underarter finns listade i Catalogue of Life.